# Пастаярви
Па́стаярви (фин. Paastojärvi) — озеро в России, в Суоярвском районе Карелии, относится к бассейну Ладожского озера. Находится в заболоченной местности 60 км к северо-западу от города Суоярви.
Площадь водной поверхности 8,5 км², водосборная площадь 135 км².
Через озеро протекает река Кескимйоки, впадающая в него на северо-востоке и вытекающая на юге. В озеро также стекают воды озёр Лейтеярви, Лапинъярви Palojärvi, Soilinjärvi, Kaarijärvet, Sukkalinjärvi, Jurvajärvi.
Берега озера покрыты лесами.